# 873
| [ Edytuj tabelę ]          |                                             |
| Król Anglii                | - 871 Alfred Wielki 899                     |
| Hrabia Aragonii            | - 867 Aznar II Galíndez 893                 |
| Hrabia Barcelony           | - 865 Bernard z Gocji 878                   |
| Cesarz Bizancjum           | - 867 Bazyli I Macedończyk 886              |
| Chan Bułgarii              | - 852 Borys I Michał 889                    |
| Cesarz Chin                | - 859 Tang Yizong 873 - 873 Tang Xizong 888 |
| Książę Czech               | - 870 Borzywoj I 889                        |
| Władca Egiptu              | - 868 Ahmad Ibn Tulun 884                   |
| Król Franków wschodnich    | - 855 Ludwik II Niemiecki 875               |
| Król Franków zachodnich    | - 843 Karol II Łysy 877                     |
| Cesarz Japonii             | - 858 Seiwa 876                             |
| Kalif                      | - 870 Al-Mu’tamid 892                       |
| Król Khmerów               | - 850 Dżajawarman III 877                   |
| Patriarcha Konstantynopola | - 867 Ignacy I 877                          |
| Król Leónu                 | - 866 Alfons III Wielki 910                 |
| Król Mercji                | - 852 Burgred 874                           |
| Król Nawarry               | - 851 García Íñiguez 880                    |
| Król Norwegii              | - 872 Harald Pięknowłosy 930                |
| Papież                     | - 872 Jan VIII 882                          |
| Hrabia Portugalii          | - 868 Vimara Peres 873                      |
| Cesarz rzymski             | - 850 Ludwik II 875                         |
| Książę Saksonii            | - 866 Bruno 880                             |
| Król Szkocji               | - 862 Konstantyn I 877                      |
| Doża Wenecji               | - 864 Orso I Partecipazio 881               |
| Książę wielkomorawski      | - 871 Świętopełk I 894                      |

Rok 873 / DCCCLXXIII
stulecia: VIII wiek ~
IX wiek ~
X wiek

lata: 863 «
868 «
869 «
870 «
871 «
872 «
873
» 874
» 875
» 876
» 877
» 878
» 883

## Wydarzenia na świecie

### Europa
- Karloman, syn króla Karola II Łysego, zostaje postawiony przed świeckim sądem i skazany na śmierć – za spiskowanie przeciwko ojcu. Jest oślepiony, ale unika więzienia, uciekając do Królestwa Franków Wschodnich, gdzie zapewnia mu ochronę wuj, Ludwik II Niemiecki.[1]

### Brytania
- Duńska Wielka Armia Pogan, dowodzona przez przywódców wikingów Halfdana i Guthruma, atakuje Mercję i zdobywa centrum królewskie w Repton (Derbyshire). Wikingowie zakładają obóz z rowem w kształcie litery U na południowym brzegu rzeki Trent i spędzają tam zimę.[2]

## Urodzili się
- Abu al-Hasan al-Aszari, muzułmański filozof i teolog (zm. 935).
- Ordoño II, król Galicjii (zm. 924)
- Tadabumi Fujiwara, japoński siogun (zm. 947).
- Ubajd Allah al-Mahdi, założyciel rodu Fatymidów (zm. 934).

## Zmarli
- 3 stycznia – Jan III, syryjsko-prawosławny patriarcha Antiochii.
- 14 maja – Adalwin, arcybiskup Salzburga.
- Hunajn ibn Ishak, arabski tłumacz (ur. 809).
- Lethlobar II mac Loingsig, król Ulsteru.
- Vimara Peres, hrabia Portugalii.